# Vandfuld Herred
Vandfuld Herred var et herred i Ringkøbing Amt. I middelalderen hørte det under Hardsyssel. Det blev 1537 lagt under Bøvling Len. Fra 1660 kom det under Bøvling Amt, indtil det i 1794 kom under det da oprettede Ringkøbing Amt.

Indtil 1954 hørte Thyborøn med til Vestervig-Agger Kommune i Refs Herred i Thisted Amt.
I herredet ligger følgende sogne:
- Dybe Sogn
- Engbjerg Sogn
- Ferring Sogn
- Fjaltring Sogn
- Harboør Sogn
- Hove Sogn
- Hygum Sogn
- Ramme Sogn
- Thyborøn Sogn
- Trans Sogn
- Vandborg Sogn